# NGC 2352
NGC 2352 is een groep sterren in het sterrenbeeld Grote Hond. Het hemelobject werd op 6 maart 1785 ontdekt door de Duits-Britse astronoom William Herschel.

## Synoniemen
- ESO 492-**5